# سيريل فالون
سيريل فالون (بالإنجليزية: Cyril Fallon)‏ هو طبيب أسترالي، ولد في 1887، وتوفي في 20 أبريل 1948.